# Istarske freske (dokumentarni film)
Istarske freske – jedno vrijeme za sva vremena, dokumentarni film Hrvatske radiotelevizije (HRT) Istarske freske scenaristice i urednice Vesne Jurić-Rukavine te redatelja Ivice Dleska. Film potiče na očuvanje osebujne hrvatske baštine.

## Sadržaj
Prikazuje poseban hrvatski dragulj jednoga vremena i stvaralaštva, koji je mnogo više od samoga oslikavanja prostora namijenjena prenošenju kršćanske vjere i poruka iz Staroga zavjeta i Novoga zavjeta. Pruža pogled u prošlost jednoga prostora na mnogobrojnim mjestima. Znanstveno-popularnim pristupom želi se pokazati čovjek jednoga vremena u vrlo složenim okolnostima srednjega vijeka i njegov odraz u današnjici.

## Izrada
Snimao se uz pomoć i potporu Porečke i pulske biskupije. Autori su snimali u više od dvadeset crkava: u Balama, Božjemu polju, Vižinadi, Bermu, Batvačima, Dvigradu, Kanfanaru, Lovranu, Humu, Roču, Draguću, Oprtlju, Lindaru, Vodnjanu, Poreču, Puli, Sv. Lovreču, Svetvinčentu, Kloštru iznad Lima, Žminju i Peroju. Film je predstavljen 25. listopada 2017. u Episkopiju, u kompleksu Eufrazijane u Poreču. Snimljena su i novija otkrića u freskoslikarstvu te su prvi put konzervirane freske prikazane široj javnosti. Sama Istra ima oko 140 lokaliteta na kojima se nalaze freske, od velikih i raskošnih do pojedinačnih scena i sitnih fragmenata. Najstarije su s prijelaza 8. u 9. stoljeće. Zlatno doba oslikavanja sakralnih objekata je od 11. do 16. stoljeća.

## Osoblje filma
Kazivači u filmu su arheolog i povjesničar umjetnosti Marino Baldini, konzervator i povjesničar umjetnosti Željko Bistrović, teolog i liturgičar Milan Dančuo, arheologinja i muzeologinja Kristina Džin, teolog monsinjor Marijan Jelinić, arheolog Darko Komšo, povjesničarka umjetnosti Sunčica Mustać te licencirani turistički vodič za freske Nikola Špehar. Snimatelj i direktor fotografije Damir Bednjanac, skladatelj Vjeran Šalamon. Izvršna je producentica Sunčana Hrvatin Kunić, scenaristica i urednica Vesna Jurić-Rukavina. Rukovoditelj Produkcijskoga odjela za dokumentarni program Hrvatske radiotelevizije je Vladimir Brnardić.